# Lilla Paris
Lilla Paris är ett smeknamn för städer eller stadsdelar som har liknats vid den franska staden Paris. Det har bland annat använts för Bukarest, Riga, Vänersborg, Kristianstad, Ystad, Stockholm (Brandbergen) och Haparanda.
"Lilla Paris" är även en visa i vissamlingen Fridas bok av Birger Sjöberg.